# (6346) Syukumeguri
(6346) Syukumeguri es un asteroide perteneciente al cinturón de asteroides, región del sistema solar que se encuentra entre las órbitas de Marte y Júpiter.
Fue descubierto el 6 de enero de 1995 por Takao Kobayashi desde el observatorio de Ōizumi.

## Designación y nombre
Designado provisionalmente como 1995 AY fue nombrado por Syukumeguri, un distrito en la parte sur del pueblo de Kurohone, prefectura de Gunma.

## Características orbitales
(6346) Syukumeguri está situado a una distancia media del Sol de 3,109 ua, pudiendo alejarse hasta 3,506 ua y acercarse hasta 2,712 ua. Su excentricidad es 0,128 y la inclinación orbital 7,387 grados. Emplea 2002,55 días en completar una órbita alrededor del Sol.
Las próximas aproximaciones a la órbita de Júpiter ocurrirán el 4 de mayo de 2039, el 5 de agosto de 2110 y el 6 de noviembre de 2181.

## Características físicas
La magnitud absoluta de (6346) Syukumeguri es 12,72. Tiene 19,383 km de diámetro y su albedo se estima en 0,057.